# Wenzel (Jägerndorf-Rybnik)
Wenzel von Rybnik (auch Wenzel II. von Jägerndorf und Rybnik, tschechisch Václav V. z Rybnika a Pštíny, polnisch Wacław III Rybnicki; * um 1440; † (23. Januar/23. Juni) 1479 in Glatz, Grafschaft Glatz) war von 1452 bis 1464 Herzog von Jägerndorf und 1464 bis 1474 Herzog von Rybnik. Er entstammte dem Familienzweig Troppau-Ratibor der Troppauer Přemysliden.

## Leben
Wenzel war der jüngere Sohn des Herzogs Nikolaus V. von Jägerndorf und Ratibor, der ein Gegner der Hussiten war. Da Wenzel beim Tod des Vaters 1452 noch nicht volljährig war, stand er zunächst unter der Vormundschaft seines Onkels Wenzel von Ratibor († 1456) sowie seiner Stiefmutter Barbara von Rockenberg. Sie übergab die Besitzungen 1460 an Wenzel und seinen älteren Bruder Johann IV. d. Ä. († 1483). Die Brüder regierten das Herzogtum Jägerndorf bis 1464 gemeinsam und teilten es dann so, dass Johann Jägerndorf, Freudenthal und Loslau erhielt, während für Wenzel Rybnik mit Sohrau und Pleß ausgegliedert wurden. 
Während der kriegerischen Auseinandersetzungen zwischen Böhmen und Ungarn um die Vorherrschaft in Böhmen unterstützte Wenzel den böhmischen König Vladislav II. Deshalb wurde er Opfer einer vom ungarischen Gegenkönig Matthias Corvinus gebildeten Koalition, der der Troppauer Herzog Viktorin und dessen Bruder Heinrich d. Ä. sowie Primislaus II. von Teschen, Nikolaus II. von Oppeln und dessen Bruder Johann II. angehörten. Wenzel wurde 1474 gestürzt, von König Matthias Corvinus gefangen genommen und an Heinrich I. (Münsterberg-Oels)Heinrich d. Ä. von Münsterberg übergeben. Dessen Bruder Viktorin erhielt Wenzels Besitzungen, verlor sie jedoch 1479 oder später.
Herzog Wenzel, der nicht verheiratet war und keine Nachkommen hinterließ, starb 1479 in der Festung Glatz in Glatz.